# アンティオコス7世シデテス
アンティオコス7世シデテス（Αντίοχος Ζ' Σιδήτης、紀元前159年? - 紀元前129年）は、セレウコス朝シリアの王（在位：紀元前138年 - 紀元前129年）。デメトリオス1世ソテルの子。デメトリオス2世ニカトルの弟。シデにて育ったためシデテス（シデの人）の添え名を持つ。

## 生涯
紀元前139年頃、兄デメトリオス2世ニカトルがパルティアの捕虜となると、兄嫁クレオパトラ・テアと結婚し即位した。アンティオコス6世より王位を簒奪していたトリュフォンを滅ぼし、紀元前135年頃、ハスモン朝イスラエルを攻撃し、エルサレムを攻略して、一時的に属国とした(シデテスの死で独立)。
パルティアへの攻撃を行ない、メソポタミアやメディア奪回に迫ったが、パルティア側はセレウコス朝の内乱を狙い、兄王を釈放、シリア陣営を奇襲してシデテスを殺害した（紀元前129年）。シデテスの死後、崩壊しつつあったセレウコス朝はたび重なる内乱で統治能力を喪失していった。
シデテスとクレオパトラ・テアの子アンティオコス9世キュジケノスは、後に王位を主張し内戦を引き起こすこととなる。